# عراقيون في ألمانيا
عراقيون في ألمانيا وهم الجالية والمهاجرين العراقيين الموجودة في ألمانيا والألمان ذوي الأصل العراقي، يبلغ تعدادهم حوالي 150000 نسمة، هاجر أغلبهم بسبب الظروف الأمنية والاقتصادية السيئة بعد الحصار الدولي على العراق وثم الغزو الأمريكي للعراق 2003، في يونيو 2007 أعلنت الحكومة الألمانية أنها ستمنح اللجوء ل70 ألف عراقي، إذا كانت مجموعة ضحية عنف أو نساء عازبات أو الأقليات المضطهدة هناك مثل المسيحيين، في 2015 هاجر الكثير من العراقيين عن طريق الهجرة الغير شرعية بسبب الظروف الأمنية والاقتصادية السيئة في العراق.

## شخصيات معروفة
- فارس السلطان
- صافيا موني
- رشاد سليم
- عباس خضر
- ليث الدين